# Gray Matters
Gray Matters is een romantische komedie uit de Verenigde Staten
uit 2007 met Heather Graham, Bridget Moynahan en Tom Cavanagh
in de hoofdrollen. De film ging op 21 oktober 2006 in première op het
Hamptons International Film Festival en kwam op 23 februari dat jaar
uit in de Amerikaanse zalen.

## Verhaal
Gray en Sam zijn zus en broer, beste vrienden en delen een appartement in New York. Ze hebben maar weinig sociaal leven en dus gaan ze naar het park. Daar ontmoeten ze Charlie. Sam en Charlie zijn tot elkaar
aangetrokken en na een tijd zijn ze verloofd. De avond voor het huwelijk
in Las Vegas gaan Gray en Charlie samen op stap. Ze
worden dronken en terug in het hotel kussen de twee. Gray beseft daarna
dat ze lesbisch is maar voelt zich schuldig omdat ze de aanstaande van
haar broer kuste.

## Rolbezetting
| Acteur             | Personage       |
| ------------------ | --------------- |
| Heather Graham     | Gray Baldwin    |
| Bridget Moynahan   | Charlie Kelsey  |
| Tom Cavanagh       | Sam Baldwin     |
| Molly Shannon      | Carrie          |
| Rachel Shelley     | Julia Barlett   |
| Bill Mondy         | Jordan Phillips |
| Don Ackerman       | Conrad Spring   |
| Warren Christie    | Trevor Brown    |
| Alan Cumming       | Gordy           |
| Sissy Spacek       | dr. Sydney      |
| Campbell Lane      | Harry           |
| Samantha Ferris    | Elaine          |
| Timothy Paul Perez | Roberto         |
| Benjamin Ratner    | Derek           |
| April Telek        | Lana Valentine  |